# Гленвуд (Нью-Мексико)
Гленвуд (англ. Glenwood) — переписна місцевість (CDP) в США, в окрузі Катрон штату Нью-Мексико. Населення — 113 особи (2020).

## Географія
Гленвуд розташований за координатами 33°19′4″ пн. ш. 108°52′30″ зх. д. / 33.31778° пн. ш. 108.87500° зх. д. (33.317675, -108.875119).  За даними Бюро перепису населення США в 2010 році переписна місцевість мала площу 4,00 км², з яких 3,98 км² — суходіл та 0,02 км² — водойми.

## Демографія
Згідно з переписом 2010 року, у переписній місцевості мешкали 143 особи в 84 домогосподарствах у складі 42 родин. Густота населення становила 36 осіб/км².  Було 115 помешкань (29/км²).
Расовий склад населення:
| - 97,9 % — білих - 2,1 % — осіб інших рас |

До двох чи більше рас належало 0,0 %. Частка іспаномовних становила 9,8 % від усіх жителів.
За віковим діапазоном населення розподілялося таким чином: 7,7 % — особи молодші 18 років, 59,4 % — особи у віці 18—64 років, 32,9 % — особи у віці 65 років та старші. Медіана віку мешканця становила 58,3 року. На 100 осіб жіночої статі у переписній місцевості припадало 95,9 чоловіків;  на 100 жінок у віці від 18 років та старших — 100,0 чоловіків також старших 18 років.
Цивільне працевлаштоване населення становило 0 осіб. 